# Zoarcidae
Zoarcidae је породица искључиво морских гргечки из подреда Cottоidei. Живе од морима од Арктика па до Антарктика. Нарасту максимално 1,1 метар дужине. Леђна и анална пераја су дуге и са репном чине непрекуинуту целину. Три врсте ове породице су ововивипарне, а остали zoarcidi су овипарне. Воле дубоке воде у зонама плиме.
Породица се састоји од 60 родова са укупно 202 врсте од којих је 6 откривено 2012. Прву врсту међу њима описао је Линаеус 1758, Zoarces viviparus.

## Врсте
- Aiakas kreffti Gosztonyi, 1977

1. Aiakas zinorum Anderson & Gosztonyi, 1991
2. Andriashevia aptera Fedorov & Neyelov, 1978
3. Argentinolycus elongatus (Smitt, 1898)
4. Austrolycus depressiceps Regan, 1913
5. Austrolycus laticinctus (Berg, 1895)
6. Barbapellis pterygalces Iglésias, Dettai & Ozouf-Costaz, 2012
7. Bellingshausenia olasoi Matallanas, 2009
8. Bentartia cinerea Matallanas, 2010
9. Bilabria gigantea Anderson & Imamura, 2008
10. Bilabria ornata (Soldatov, 1922)
11. Bothrocara brunneum (Bean, 1890)
12. Bothrocara elongatum (Garman, 1899)
13. Bothrocara hollandi (Jordan & Hubbs, 1925)
14. Bothrocara molle 	Bean, 1890
15. Bothrocara nyx Stevenson & Anderson, 2005
16. Bothrocara pusillum (Bean, 1890)
17. Bothrocara soldatovi (Schmidt, 1950)
18. Bothrocara tanakae (Jordan & Hubbs, 1925)
19. Bothrocarina microcephala (Schmidt, 1938)
20. Bothrocarina nigrocaudata Suvorov, 1935
21. Crossostomus chilensis (Regan, 1913)
22. Crossostomus fasciatus (Lönnberg, 1905)
23. Dadyanos insignis (Steindachner, 1898)
24. Davidijordania brachyrhyncha (Schmidt, 1904)
25. Davidijordania jordaniana Schmidt, 1936
26. Davidijordania lacertina (Pavlenko, 1910)
27. Davidijordania poecilimon (Jordan & Fowler, 1902)
28. Davidijordania yabei Anderson & Imamura, 2008
29. Derepodichthys alepidotus Gilbert, 1896
30. Dieidolycus adocetus Anderson, 1994
31. Dieidolycus gosztonyii Anderson & PequeÃ±o, 1998
32. Dieidolycus leptodermatus Anderson, 1988
33. Ericandersonia sagamia Shinohara & Sakurai, 2006
34. Eucryphycus californicus (Starks & Mann, 1911)
35. Eulophias koreanus Kwun & Kim, 2012
36. Eulophias owashii Okada & Suzuki, 1954
37. Eulophias tanneri Smith, 1902
38. Exechodontes daidaleus DeWitt, 1977
39. Gosztonyia antarctica Matallanas, 2009
40. Gymnelopsis brashnikovi Soldatov, 1922
41. Gymnelopsis brevifenestrata Anderson, 1982
42. Gymnelopsis humilis Nazarkin & Chernova, 2003
43. Gymnelopsis ocellata Soldatov, 1922
44. Gymnelopsis ochotensis (Popov, 1931)
45. Gymnelus andersoni Chernova, 1998
46. Gymnelus diporus Chernova, 2000
47. Gymnelus esipovi Chernova, 1999
48. Gymnelus gracilis Chernova, 2000
49. Gymnelus hemifasciatus Andriashev, 1937
50. Gymnelus obscurus Chernova, 2000
51. Gymnelus pauciporus Anderson, 1982
52. Gymnelus popovi (Taranetz & Andriashev, 1935)
53. Gymnelus retrodorsalis Le Danois, 1913
54. Gymnelus soldatovi Chernova, 2000
55. Gymnelus taeniatus Chernova, 1999
56. Gymnelus viridis 	(Fabricius, 1780)
57. Hadropareia middendorffii Schmidt, 1904
58. Hadropareia semisquamata Andriashev & Matyushin, 1989
59. Hadropogonichthys lindbergi Fedorov, 1982
60. Iluocoetes fimbriatus Jenyns, 1842
61. Japonolycodes abei (Matsubara, 1936)
62. Krusensterniella maculata Andriashev, 1938
63. Krusensterniella multispinosa Soldatov, 1922
64. Krusensterniella notabilis Schmidt, 1904
65. Krusensterniella pavlovskii Andriashev, 1955
66. Letholycus magellanicus 	Anderson, 1988
67. Letholycus microphthalmus (Norman, 1937)
68. Leucogrammolycus brychios Mincarone & Anderson, 2008
69. Lycenchelys alba (Vaillant, 1888)
70. Lycenchelys albeola Andriashev, 1958
71. Lycenchelys albomaculata Toyoshima, 1983
72. Lycenchelys alta 	Toyoshima, 1985
73. Lycenchelys antarctica Regan, 1913
74. Lycenchelys aratrirostris Andriashev & Permitin, 1968
75. Lycenchelys argentina Marschoff, Torno & Tomo, 1977
76. Lycenchelys aurantiaca Shinohara & Matsuura, 1998
77. Lycenchelys bachmanni Gosztonyi, 1977
78. Lycenchelys bellingshauseni Andriashev & Permitin, 1968
79. Lycenchelys bullisi Cohen, 1964
80. Lycenchelys callista Anderson, 1995
81. Lycenchelys camchatica (Gilbert & Burke, 1912)
82. Lycenchelys chauliodus Anderson, 1995
83. Lycenchelys cicatrifer (Garman, 1899)
84. Lycenchelys crotalinus (Gilbert, 1890)
85. Lycenchelys fedorovi Anderson & Balanov, 2000
86. Lycenchelys folletti Anderson, 1995
87. Lycenchelys hadrogeneia Anderson, 1995
88. Lycenchelys hippopotamus Schmidt, 1950
89. Lycenchelys hureaui (Andriashev, 1979)
90. Lycenchelys imamurai Anderson, 2006
91. Lycenchelys incisa (Garman, 1899)
92. Lycenchelys jordani (Evermann & Goldsborough, 1907)
93. Lycenchelys kolthoffi Jensen, 1904
94. Lycenchelys lonchoura Anderson, 1995
95. Lycenchelys maculata Toyoshima, 1985
96. Lycenchelys makushok Fedorov & Andriashev, 1993
97. Lycenchelys maoriensis Andriashev & Fedorov, 1986
98. Lycenchelys melanostomias Toyoshima, 1983
99. Lycenchelys micropora Andriashev, 1955
100. Lycenchelys monstrosa Anderson, 1982
101. Lycenchelys muraena (Collett, 1878)
102. Lycenchelys nanospinata Anderson, 1988
103. Lycenchelys nigripalatum DeWitt & Hureau, 1979
104. Lycenchelys novaezealandiae Anderson & Møller,, 2007
105. Lycenchelys parini Fedorov, 1995
106. Lycenchelys paxillus (Goode & Bean, 1879)
107. Lycenchelys pearcyi Anderson, 1995
108. Lycenchelys pentactina Anderson, 1995
109. Lycenchelys pequenoi Anderson, 1995
110. Lycenchelys peruana Anderson, 1995
111. Lycenchelys platyrhina (Jensen, 1902)
112. Lycenchelys plicifera Andriashev, 1955
113. Lycenchelys polyodon Anderson & Møller,, 2007
114. Lycenchelys porifer (Gilbert, 1890)
115. Lycenchelys rassi Andriashev, 1955
116. Lycenchelys ratmanovi Andriashev, 1955
117. Lycenchelys remissaria Fedorov, 1995
118. Lycenchelys rosea Toyoshima, 1985
119. Lycenchelys ryukyuensis Shinohara & Anderson, 2007
120. Lycenchelys sarsii (Collett, 1871)
121. Lycenchelys scaurus (Garman, 1899)
122. Lycenchelys squamosa Toyoshima, 1983
123. Lycenchelys tohokuensis Anderson & Imamura, 2002
124. Lycenchelys tristichodon DeWitt & Hureau, 1979
125. Lycenchelys uschakovi Andriashev, 1958
126. Lycenchelys verrillii (Goode & Bean, 1877)
127. Lycenchelys vitiazi Andriashev, 1955
128. Lycenchelys volki Andriashev, 1955
129. Lycenchelys wilkesi Anderson, 1988
130. Lycenchelys xanthoptera Anderson, 1991
131. Lycodapus antarcticus Tomo, 1982
132. Lycodapus australis Norman, 1937
133. Lycodapus derjugini Andriashev, 1935
134. Lycodapus dermatinus Gilbert, 1896
135. Lycodapus endemoscotus Peden & Anderson, 1978
136. Lycodapus fierasfer Gilbert, 1890
137. Lycodapus leptus Peden & Anderson, 1981
138. Lycodapus mandibularis Gilbert, 1915
139. Lycodapus microchir Schmidt, 1950
140. Lycodapus pachysoma Peden & Anderson, 1978
141. Lycodapus parviceps Gilbert, 1896
142. Lycodapus poecilus Peden & Anderson, 1981
143. Lycodapus psarostomatus Peden & Anderson, 1981
144. Lycodes adolfi Nielsen & Fosså, 1993
145. Lycodes akuugun Stevenson & Orr, 2006
146. Lycodes albolineatus Andriashev, 1955
147. Lycodes albonotatus (Taranetz & Andriashev, 1934)
148. Lycodes bathybius Schmidt, 1950
149. Lycodes beringi Andriashev, 1935
150. Lycodes brevipes Bean, 1890
151. Lycodes brunneofasciatus Suvorov, 1935
152. Lycodes caudimaculatus Matsubara, 1936
153. Lycodes concolor Gill & Townsend, 1897
154. Lycodes cortezianus (Gilbert, 1890)
155. Lycodes diapterus Gilbert, 1892
156. Lycodes esmarkii Collett, 1875
157. Lycodes eudipleurostictus Jensen, 1902
158. Lycodes fasciatus (Schmidt, 1904)
159. Lycodes frigidus Collett, 1879
160. Lycodes fulvus Toyoshima, 1985
161. Lycodes gracilis Sars, 1867
162. Lycodes heinemanni Soldatov, 1916
163. Lycodes hubbsi Matsubara, 1955
164. Lycodes japonicus Matsubara & Iwai, 1951
165. Lycodes jenseni Taranetz & Andriashev, 1935
166. Lycodes jugoricus Knipowitsch, 1906
167. Lycodes lavalaei Vladykov & Tremblay, 1936
168. Lycodes luetkenii Collett, 1880
169. Lycodes macrochir Schmidt, 1937
170. Lycodes macrolepis Taranetz & Andriashev, 1935
171. Lycodes marisalbi Knipowitsch, 1906
172. Lycodes matsubarai Toyoshima, 1985
173. Lycodes mcallisteri Møller, 2001
174. Lycodes microlepidotus Schmidt, 1950
175. Lycodes microporus Toyoshima, 1983
176. Lycodes mucosus Richardson, 1855
177. Lycodes nakamurae (Tanaka, 1914)
178. Lycodes nishimurai Shinohara & Shirai, 2005
179. Lycodes obscurus Toyoshima, 1985
180. Lycodes ocellatus Toyoshima, 1985
181. Lycodes paamiuti Møller, 2001
182. Lycodes pacificus Collett, 1879
183. Lycodes palearis Gilbert, 1896
184. Lycodes pallidus Collett, 1879
185. Lycodes paucilepidotus Toyoshima, 1985
186. Lycodes pectoralis Toyoshima, 1985
187. Lycodes polaris (Sabine, 1824)
188. Lycodes raridens Taranetz & Andriashev, 1937
189. Lycodes reticulatus Reinhardt, 1835
190. Lycodes rossi Malmgren, 1865
191. Lycodes sadoensis Toyoshima & Honma, 1980
192. Lycodes sagittarius McAllister, 1976
193. Lycodes schmidti 	Gratzianov, 1907
194. Lycodes semenovi Popov, 1931
195. Lycodes seminudus Reinhardt, 1837
196. Lycodes sigmatoides Lindberg & Krasyukova, 1975
197. Lycodes soldatovi Taranetz & Andriashev, 1935
198. Lycodes squamiventer Jensen, 1904
199. Lycodes tanakae Jordan & Thompson, 1914
200. Lycodes teraoi Katayama, 1943
201. Lycodes terraenovae Collett, 1896
202. Lycodes toyamensis (Katayama, 1941)
203. Lycodes turneri Bean, 1879
204. Lycodes uschakovi Popov, 1931
205. Lycodes vahlii Reinhardt, 1831
206. Lycodes yamatoi Toyoshima, 1985
207. Lycodes ygreknotatus Schmidt, 1950
208. Lycodichthys antarcticus Pappenheim, 1911
209. Lycodichthys dearborni (DeWitt, 1962)
210. Lycodonus flagellicauda (Jensen, 1902)
211. Lycodonus malvinensis Gosztonyi, 1981
212. Lycodonus mirabilis Goode & Bean, 1883
213. Lycodonus vermiformis Barnard, 1927
214. Lycogrammoides schmidti Soldatov & Lindberg, 1928
215. Lyconema barbatum Gilbert, 1896
216. Lycozoarces regani Popov, 1933
217. Magadanichthys skopetsi (Shinohara, Nazarkin & Chereshnev, 2004)
218. Maynea puncta (Jenyns, 1842)
219. Melanostigma atlanticum Koefoed, 1952
220. Melanostigma bathium Bussing, 1965
221. Melanostigma gelatinosum Günther, 1881
222. Melanostigma inexpectatum Parin, 1977
223. Melanostigma orientale Tominaga, 1971
224. Melanostigma pammelas Gilbert, 1896
225. Melanostigma vitiazi Parin, 1980
226. Nalbantichthys elongatus Schultz, 1967
227. Neozoarces pulcher Steindachner, 1881
228. Neozoarces steindachneri Jordan & Snyder, 1902
229. Notolycodes schmidti Gosztonyi, 1977
230. Oidiphorus brevis (Norman, 1937)
231. Oidiphorus mcallisteri Anderson, 1988
232. Opaeophacus acrogeneius Bond & Stein, 1984
233. Ophthalmolycus amberensis (Tomo, Marschoff & Torno, 1977)
234. Ophthalmolycus andersoni Matallanas, 2009
235. Ophthalmolycus bothriocephalus (Pappenheim, 1912)
236. Ophthalmolycus campbellensis Andriashev & Fedorov, 1986
237. Ophthalmolycus chilensis Anderson, 1992
238. Ophthalmolycus conorhynchus (Garman, 1899)
239. Ophthalmolycus eastmani Matallanas, 2011
240. Ophthalmolycus macrops (Günther, 1880)
241. Ophthalmolycus polylepis Matallanas, 2011
242. Pachycara alepidotum Anderson & Mincarone, 2006
243. Pachycara andersoni Møller, 2003
244. Pachycara arabica Møller, 2003
245. Pachycara brachycephalum (Pappenheim, 1912)
246. Pachycara bulbiceps (Garman, 1899)
247. Pachycara cousinsi Møller & King, 2007
248. Pachycara crassiceps (Roule, 1916)
249. Pachycara crossacanthum Anderson, 1989
250. Pachycara dolichaulus Anderson, 2006
251. Pachycara garricki Anderson, 1990
252. Pachycara goni Anderson, 1991
253. Pachycara gymninium Anderson & Peden, 1988
254. Pachycara karenae Anderson, 2012
255. Pachycara lepinium Anderson & Peden, 1988
256. Pachycara mesoporum Anderson, 1989
257. Pachycara microcephalum (Jensen, 1902)
258. Pachycara nazca Anderson & Bluhm, 1997
259. Pachycara pammelas Anderson, 1989
260. Pachycara priedei Møller & King, 2007
261. Pachycara rimae Anderson, 1989
262. Pachycara saldanhai Biscoito & Almeida, 2004
263. Pachycara shcherbachevi Anderson, 1989
264. Pachycara sulaki Anderson, 1989
265. Pachycara suspectum (Garman, 1899)
266. Pachycara thermophilum Geistdoerfer, 1994
267. Patagolycus melastomus Matallanas & Corbella, 2012
268. Phucocoetes latitans Jenyns, 1842
269. Piedrabuenia ringueleti Gosztonyi, 1977
270. Plesienchelys stehmanni (Gosztonyi, 1977)
271. Pogonolycus elegans Norman, 1937
272. Pogonolycus marinae (Lloris, 1988)
273. Puzanovia rubra Fedorov, 1975
274. Puzanovia virgata Fedorov, 1982
275. Pyrolycus manusanus Machida & Hashimoto, 2002
276. Pyrolycus moelleri Anderson, 2006
277. Santelmoa antarctica Matallanas, Corbella & Møller, 2012
278. Santelmoa carmenae Matallanas, 2010
279. Santelmoa elvirae Matallanas, 2011
280. Santelmoa fusca Matallanas, Corbella & Møller, 2012
281. Seleniolycus laevifasciatus (Torno, Tomo & Marschoff, 1977)
282. Seleniolycus pectoralis Møller & Stewart, 2006
283. Seleniolycus robertsi Møller & Stewart, 2006
284. Taranetzella lyoderma Andriashev, 1952
285. Thermarces andersoni Rosenblatt & Cohen, 1986
286. Thermarces cerberus Rosenblatt & Cohen, 1986
287. Thermarces pelophilum Geistdoerfer, 1999
288. Zoarces americanus (Bloch & Schneider, 1801)
289. Zoarces andriashevi Parin, Grigoryev & Karmovskaya, 2005
290. Zoarces elongatus Kner, 1868
291. Zoarces fedorovi Chereshnev, Nazarkin & Chegodaeva, 2007
292. Zoarces gillii Jordan & Starks, 1905
293. Zoarces viviparus (Linnaeus, 1758)
294. Zoarchias glaber 	Tanaka, 1908
295. Zoarchias hosoyai Kimura & Sato, 2007
296. Zoarchias macrocephalus Kimura & Sato, 2007
297. Zoarchias major Tomiyama, 1972
298. Zoarchias microstomus Kimura & Jiang, 1995
299. Zoarchias neglectus Tanaka, 1908
300. Zoarchias uchidai Matsubara, 1932
301. Zoarchias veneficus Jordan & Snyder, 1902